# Patrick Poidevin
Patrick Poidevin est un réalisateur français né le 10 novembre 1941 au Havre et mort le 20 mars 1986 à Évry.

## Biographie
Mort prématurément à 44 ans en 1986, Patrick Poidevin s'est fait connaître avec son unique long métrage, Mémoire commune, évocation de la Commune de Paris, sorti en 1978.

## Filmographie
- 1975 : Il était une loi (court métrage)[3]
- 1978 : Mémoire commune